# Mormonia staudingeri
Mormonia staudingeri är en fjärilsart som beskrevs av William Beutenmüller 1907. Mormonia staudingeri ingår i släktet Mormonia och familjen nattflyn. Inga underarter finns listade i Catalogue of Life.